# Sloppy Joe's

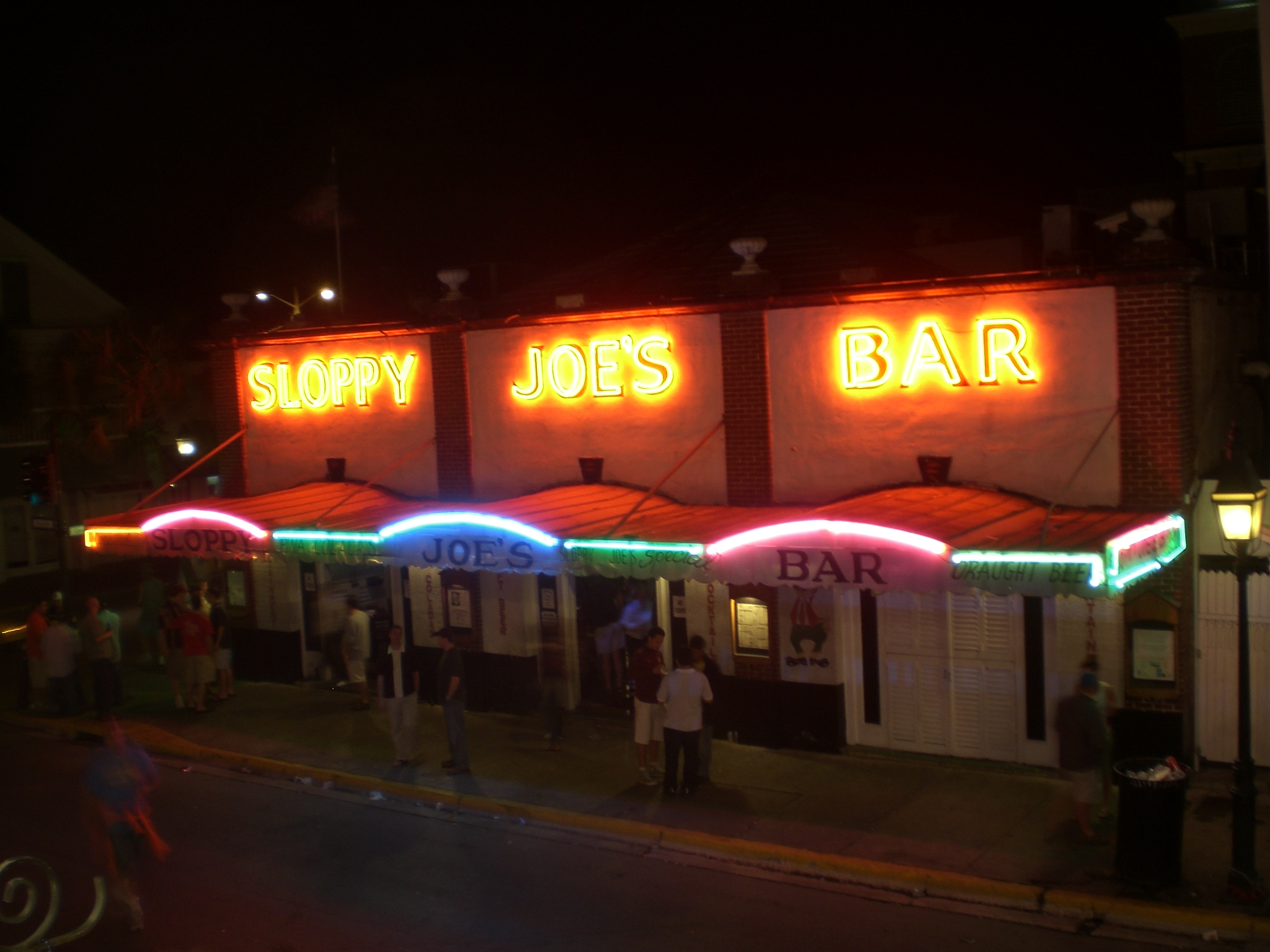
Sloppy Joe's

Sloppy Joe's är en bar i Key West, Florida, USA. Grundad 5 december 1933. En känd stamgäst var Ernest Hemingway.

## Historik
Baren har bytt namn två gånger innan den fick sin nuvarande namn. Namnet myntades från en bar i Old Havana, som sålde både sprit och kylda skaldjur. I den kubanska hettan smälte isen som kylde skaldjuren, kunderna hånade ägaren José (Joe) García Río och sade att han drev "a sloppy place", ett slarvigt ställe. Det sanna ursprunget till namnet är inte verifierat.
Baren är en välkänd turistattraktion, med liveband och tillstånd att sälja alkoholhaltiga drycker. Den 1 november 2006 blev baren upptagen i National Register of Historical Places.

## Hemingway-tävling
På baren ordnas varje år i juli "Ernest Hemingway look-alike Contest", en tävling som går ut på att vara så lik Ernest Hemingway som möjligt. Den hölls första gången 1981 och skulle 2020 ha firat 40-årsjubileum men fick ställas in på grund av pågående coronaviruspandemi. Tävlingen kallas även för "Papa Look-Alike Contest" och 2019 hade tävlingen 142 deltagare.

## I populärkulturen
Baren nämns också i filmen Citizen Kane. En av karaktärerna i filmen blir intervjuad och försöker minnas namnet på Xanadu. Flera platser söderut nämns varav den näst sista innan han minns rätt är Sloppy Joe's.